# Elias II da Geórgia
Elias II (em georgiano: ილია II, nascido Irakli Ghudushauri-Shiolashvili, em georgiano: ირაკლი ღუდუშაური-შიოლაშვილი, em Vladikavkaz, União Soviética, 4 de janeiro de 1933) é um religioso ortodoxo e georgiano, Primaz da Igreja Ortodoxa Georgiana. desde 1977 é o líder espiritual da Igreja Ortodoxa Georgiana. Seu título completo é Patriarca-Católicos de Toda a Geórgia, o Arcebispo de Misqueta-Tiblíssi e Bispo Metropolita de Abecásia e Bichvinta, Sua Santidade e Beatitude Elias II.

## Biografia
Nascido Irakli em 1933 em Vladikavkaz, na Ossétia do Norte, era filho de georgianos de Kazbegi, no nordeste da Geórgia. A família Shiolashvili, à qual seu pai pertencia, foi outrora um poderoso clã na região. Em 1957, aos 24 anos, graduou-se na Academia Eslavo-Greco-Latina, em Serguiev Possad, e foi ordenado hierodiácono, ascendendo ao hieromonacato dois anos depois. Em 1960, graduou-se na Academia Teológica de Moscou. No ano seguinte, foi ordenado hegúmeno, e depois finalmente arquimandrita. Em 1963, o jovem religioso foi consagrado bispo de Batumi e Shemokmedi e escolhido como reitor do Seminário Teológico de Misqueta, sendo em 1967 transferido para a diocese de Sucumi e Abecásia e, dois anos depois, elevado ao título de metropolita. Em 1977, após a morte do controverso Patriarca Davi V, foi eleito patriarca, impondo-se como uma grande autoridade religiosa e pública em seu país.

## Pontificado
O Primaz Ortodoxo mais antigo em atividade, participou de diversos momentos marcantes da Igreja da Geórgia, como: a liberalização concedida às atividades da Igreja por Eduard Shevardnadze e, posteriormente, pelo fim da União Soviética e o tardio reconhecimento da autocefalia georgiana pelo Patriarca Ecumênico Demétrio I de Constantinopla. Apesar de ter outrora sido presidente do Conselho Mundial de Igrejas, retirou a Igreja Ortodoxa Georgiana do mesmo, tornando-se dentro da Igreja Ortodoxa mundial um grande opositor do ecumenismo.
Outrora uma igreja que temia ter sido abandonada por boa parte da população nacional, voltou a ser sob o pontificado de Elias II a mais influente instituição do país, com 95% dos habitantes declarando ter opiniões positivas dela. O Patriarca é conhecido por suas frequentes exortações pela paz entre a Geórgia e seus países vizinhos, especialmente a Rússia. Em 9 de abril de 1989, juntou-se à população que protestava contra o jugo soviético nas ruas de Tiblíssi, pedindo que os manifestantes deixassem a Avenida Rustaveli e refugiassem-se em uma igreja, não obstante os tanques soviéticos matando 22 pessoas. Durante a Guerra Russo-Georgiana em 2008, chamou a atenção para esta ser uma guerra entre cristãos ortodoxos e encontrou-se com o então presidente russo Dmitri Medvedev.